# Caroline Villiers
Lady Caroline Elizabeth Villiers (16 dicembre 1774 – 16 giugno 1835) è stata una nobile britannica.

## Biografia
Era la figlia di George Villiers, IV conte di Jersey, e di sua moglie, Frances Twysden, una delle amanti più famose di Giorgio IV.

## Matrimoni

### Primo Matrimonio
Sposò, il 25 luglio 1795 a Londra, il feldmaresciallo Henry Paget, I marchese di Anglesey, figlio di Henry Paget, I conte di Uxbridge e Jane Champagné. Ebbero otto figli:
- Lady Caroline Paget (6 giugno 1796-12 marzo 1874), sposò Charles Gordon-Lennox, V duca di Richmond, ebbero otto figli;
- Henry Paget, II marchese di Anglesey (6 luglio 1797-7 febbraio 1869);
- Lady Jane Paget (13 ottobre 1798-28 gennaio 1876), sposò Francis Conyngham, II marchese di Conyngham, ebbero sei figli;
- Lady Georgina Paget (29 agosto 1800-9 novembre 1875), sposò Edward Crofton, II barone Crofton, ebbero cinque figli;
- Lady Augusta Paget (26 gennaio 1802-6 giugno 1872), sposò Arthur Chichester, I barone Templemore, ebbero sette figli;
- Lord William Paget (1º marzo 1803-17 maggio 1873), sposò Frances di Rottenburg, ebbero tre figli;
- Lady Agnes Paget (11 febbraio 1804-9 ottobre 1845), sposò George Byng, II conte di Strafford, ebbero sei figli;
- Lord Arthur Paget (31 gennaio 1805-28 dicembre 1825).

La coppia divorziò nel 1810.

### Secondo Matrimonio
Sposò, il 29 novembre 1810 a Edimburgo, George Campbell, VI duca di Argyll, figlio del maresciallo di campo John Campbell, V duca di Argyll e Elizabeth Gunning, baronessa di Hamilton Hameldon. Non ebbero figli.

## Morte
Morì il 16 giugno 1835, all'età di 60 anni. Fu sepolta nel cimitero di Kensal Green, a Londra.

## Ascendenza
|                                       |                              |                                       | Genitori                               |  |  | Nonni |  |  | Bisnonni                             |  |  | Trisnonni                          |  |
|                                       |                              |                                       |                                        |  |  |       |  |  | William Villiers, II conte di Jersey |  |  | Edward Villiers, I conte di Jersey |  |
|                                       |                              |                                       |                                        |  |  |       |  |  | William Villiers, II conte di Jersey |  |  | Edward Villiers, I conte di Jersey |  |
|                                       |                              | Barbara Chiffinch                     |                                        |  |  |       |  |  | William Villiers, II conte di Jersey |  |  |                                    |  |
| William Villiers, III conte di Jersey |                              |                                       |                                        |  |  |       |  |  | William Villiers, II conte di Jersey |  |  |                                    |  |
|                                       |                              | Judith Herne                          | Frederick Herne                        |  |  |       |  |  |                                      |  |  |                                    |  |
|                                       |                              | Judith Herne                          | Frederick Herne                        |  |  |       |  |  |                                      |  |  |                                    |  |
|                                       |                              | Judith Herne                          | Elizabeth Lisle                        |  |  |       |  |  |                                      |  |  |                                    |  |
| George Villiers, IV conte di Jersey   |                              | Judith Herne                          |                                        |  |  |       |  |  |                                      |  |  |                                    |  |
|                                       |                              | Scroop Egerton, I duca di Bridgewater | John Egerton, III conte di Bridgewater |  |  |       |  |  |                                      |  |  |                                    |  |
|                                       |                              | Scroop Egerton, I duca di Bridgewater | John Egerton, III conte di Bridgewater |  |  |       |  |  |                                      |  |  |                                    |  |
|                                       |                              | Scroop Egerton, I duca di Bridgewater | Jane Paulet                            |  |  |       |  |  |                                      |  |  |                                    |  |
| Anne Egerton                          |                              | Scroop Egerton, I duca di Bridgewater |                                        |  |  |       |  |  |                                      |  |  |                                    |  |
|                                       |                              | Elizabeth Churchill                   | John Churchill, I duca di Marlborough  |  |  |       |  |  |                                      |  |  |                                    |  |
|                                       |                              | Elizabeth Churchill                   | John Churchill, I duca di Marlborough  |  |  |       |  |  |                                      |  |  |                                    |  |
|                                       |                              | Elizabeth Churchill                   | Sarah Jennings                         |  |  |       |  |  |                                      |  |  |                                    |  |
| Caroline Villiers                     |                              | Elizabeth Churchill                   |                                        |  |  |       |  |  |                                      |  |  |                                    |  |
|                                       | William Twysden, V baronetto | William Twysden, III baronetto        |                                        |  |  |       |  |  |                                      |  |  |                                    |  |
|                                       | William Twysden, V baronetto | William Twysden, III baronetto        |                                        |  |  |       |  |  |                                      |  |  |                                    |  |
|                                       | William Twysden, V baronetto | Frances Cross                         |                                        |  |  |       |  |  |                                      |  |  |                                    |  |
| Philip Twysden, vescovo di Raphoe     | William Twysden, V baronetto |                                       |                                        |  |  |       |  |  |                                      |  |  |                                    |  |
|                                       |                              | Jane Twisden                          | Francis Twisden                        |  |  |       |  |  |                                      |  |  |                                    |  |
|                                       |                              | Jane Twisden                          | Francis Twisden                        |  |  |       |  |  |                                      |  |  |                                    |  |
|                                       |                              | Jane Twisden                          | Rebecca Lemon                          |  |  |       |  |  |                                      |  |  |                                    |  |
| Frances Twysden                       |                              | Jane Twisden                          |                                        |  |  |       |  |  |                                      |  |  |                                    |  |
|                                       |                              | Thomas Carter                         | Thomas Carter                          |  |  |       |  |  |                                      |  |  |                                    |  |
|                                       |                              | Thomas Carter                         | Thomas Carter                          |  |  |       |  |  |                                      |  |  |                                    |  |
|                                       |                              | Thomas Carter                         | Margaret Houghton                      |  |  |       |  |  |                                      |  |  |                                    |  |
| Frances Carter                        |                              | Thomas Carter                         |                                        |  |  |       |  |  |                                      |  |  |                                    |  |
|                                       |                              | Mary Claxton                          | Thomas Claxton                         |  |  |       |  |  |                                      |  |  |                                    |  |
|                                       |                              | Mary Claxton                          | Thomas Claxton                         |  |  |       |  |  |                                      |  |  |                                    |  |
|                                       |                              | Mary Claxton                          | Lucy Pearce                            |  |  |       |  |  |                                      |  |  |                                    |  |
|                                       |                              | Mary Claxton                          |                                        |  |  |       |  |  |                                      |  |  |                                    |  |